# Kanae Minato
Kanae Minato (湊 かなえ, Minato Kanae), née à Innoshima (préfecture de Hiroshima) en 1973, est une écrivaine japonaise de fiction criminelle et de thriller.
Son premier roman est Les Assassins de la 5e B (Kokuhaku) en 2008. Parmi ses cinq livres suivants figure Shokuzai, dont l'adaptation pour le cinéma par Kiyoshi Kurosawa a été jouée en France en mai 2013. Elle est membre des Mystery Writers of Japan et du Honkaku Mystery Writers Club of Japan.

## Biographie
Kanae Minato naît dans une famille d'arboriculteurs tenant une pépinière de mandariniers à Innoshima, dans la préfecture de Hiroshima. Dans son enfance, elle apprécie lire les romans policiers et thrillers d'Edogawa Ranpo, Agatha Christie et Maurice Leblanc.
Elle est licenciée de l'Université des femmes de Mukogawa.
Elle a travaillé deux ans au royaume des Tonga avec l'organisation Japan Overseas Cooperation Volunteers (en). À son retour, elle devient professeure de lycée en arts ménagers et se marie.
Kanae Minato commence à écrire alors qu'elle est âgée de plus de trente ans.
Surnommée « La reine des Iyamisu » (Iyamisu signifie « un thriller à l'arrière-goût désagréable » et est un mot créé par Aoi Shimotsuki), Kanae Minato habite sur l'île d'Awajishima (préfecture de Hyōgo).
Ses livres sont traduits en français, anglais, italien, allemand, turc, etc.
Elle se passionne pour l’alpinisme depuis qu’une amie, alors en quatrième année d’université, lui propose de gravir le mont Myōkō. Depuis ses années d’études à l'université, elle participe à une communauté de passionnés de cyclisme et parcourt le Japon. À l’été 1999, après une interruption de douze ans, elle reprend sa pratique de l’alpinisme en 2010. En 2015, elle déclare, lors d’une interview, que sa vie quotidienne est désormais rythmée par les tâches ménagères, le travail et ses différentes passions.

## Œuvres

### Au Japon

#### Romans
- Kokuhaku (告白), 2008 - Les assassins de la 5e B, Seuil[11] (plus de 3 000 000 d'exemplaires vendus au Japon)[12]
- Shojo (少女), 2009 (La fillette)
- Shokuzai (贖罪), 2009 - Celles qui voulaient se souvenir, Atelier Akatombo[13]
- Enu no Tameni (Nのために), 2010 (Pour N)
- Yako Kanransha (夜行観覧車), 2010 (La grand roue de nuit)
- Hana no Kusari (花の鎖), 2011 (La chaîne de fleurs)
- Kyogu (境遇), 2011 (La situation)
- Shirayukihime Satsujin Jiken (白ゆき姫殺人事件), 2012 (Le meurtre Blanche-Neige)
- Bosei (母性), 2012 (La maternité)
- Koko Nyushi (高校入試), 2013 (L’examen d'admission du lycée)
- Mame no Ue de Nemuru (豆の上で眠る), 2014 (Dormir sur un légume sec)
- Yama Onna Nikki (山女日記), 2014 (Le journal de la femme de la montagne)
- Monogatari no Owari (物語の終わり), 2014 (La fin du récit)
- Zessho (絶唱), 2015
- Reverse (リバース), 2015
- Utopia (ユートピア), 2016

#### Nouvelles
- Ofuku Shokan (往復書簡), 2010  (Correspondance)
- Safaia (サファイア), 2012  (Le saphir)
- Bokyo (望郷), 2013  (La nostalgie)

### En France
- Les Assassins de la 5e B (traduction de Kokuhaku par Patrick Honnoré) (2015), Éditions du Seuil  (ISBN 9782021056273)
- Expiations : Celles qui voulaient se souvenir (traduction de Shokuzai par Dominique et Frank Sylvain) (2019), Éditions Atelier Akatombo  (ISBN 9782379270413)
- Nostalgie (traduction de Bōkyō par Alice Hureau) (2021), Éditions Atelier Akatombo [14]  (ISBN 9782379270925)

## Adaptations

### Cinéma

#### Au Japon
- Kokuhaku (2010)
- Kita no Kanaria tachi (2012)
- Shirayukime Satsujin Jiken (2014)

#### En France
- 2013 : Shokuzai[15]
  - Première partie : Celles qui voulaient se souvenir 忘れたくなかった彼女たち (29 mai)
  - Deuxième partie : Celles qui voulaient oublier　忘れたかった彼女たち (5 juin)

### Dramatiques
- Kyougu (2011)
- Shokuzai (2012)
- Kouko Nyushi (2012)
- Yako Kanransha (2013)
- Hana no Kusari (2013)
- Enu no Tameni (2014)

## Prix et récompenses
- 2007 : prix Shosetsu Suiri des nouveaux écrivains pour Seishokusha
- 2009 : Grand prix des libraires pour Kokuhaku[16].
- 2012 : Prix des auteurs japonais de romans policiers de la meilleure nouvelle pour Boukyou, Hoshi no Umi[17]
- 2016: Prix Yamamoto Shūgorō pour Yūtopia (Utopia)[7]